# Polonia ai Giochi della XX Olimpiade
La Polonia partecipò ai Giochi della XX Olimpiade che si sono svolti a Monaco di Baviera dal 26 agosto all'11 settembre 1972, con una delegazione di 290 atleti impegnati in 22 discipline per un totale di 150 competizioni. Così come nelle due precedenti edizioni, il portabandiera fu Waldemar Baszanowski, già campione olimpico a Tokyo 1964 e a Città del Messico 1968 nel sollevamento pesi.
Il bottino della squadra fu di ventuno medaglie: sette d'oro, cinque d'argento e nove di bronzo. L'atleta plurimedagliato fu lo schermidore Witold Woyda che, alla sua quarta Olimpiade, vinse un duplice oro nel fioretto, sia individuale che a squadre.

## Medaglie
| Medaglia | Nome | Sport                   | Evento                |
| -------- | --- | ----------------------- | --------------------- |
| Oro      | Witold Woyda | Scherma                 | Fioretto individuale  |
| Oro      | Marek Dąbrowski Jerzy Kaczmarek Lech Koziejowski Witold Woyda | Scherma                 | Fioretto a squadre    |
| Oro      | Władysław Komar | Atletica leggera        | Getto del peso        |
| Oro      | Jan Szczepański | Pugilato                | Pesi mosca            |
| Oro      | Zygmunt Anczok Lesław Ćmikiewicz Kazimierz Deyna Robert Gadocha Jerzy Gorgoń Zbigniew Gut Andrzej Jarosik Kazimierz Kmiecik Hubert Kostka Jerzy Kraska Grzegorz Lato Włodzimierz Lubański Zygmunt Maszczyk Joachim Marx Marian Ostafiński Marian Szeja Zygfryd Szołtysik Antoni Szymanowski Ryszard Szymczak | Calcio                  | Torneo maschile       |
| Oro      | Józef Zapędzki | Tiro ai Giochi olimpici | Pistola 25 m          |
| Oro      | Zygmunt Smalcerz | Sollevamento pesi       | Pesi mosca            |
| Argento  | Lucjan Lis Edward Barcik Stanisław Szozda Ryszard Szurkowski | Ciclismo                | Cronometro a squadre  |
| Argento  | Antoni Zajkowski | Judo ai Giochi olimpici | fino a 70 kg          |
| Argento  | Wiesław Rudkowski | Pugilato                | Pesi medio-leggeri    |
| Argento  | Norbert Ozimek | Sollevamento pesi       | Pesi massimi leggeri  |
| Argento  | Irena Szydłowska | Tiro con l'arco         | Individuale femminile |
| Bronzo   | Irena Szewińska | Atletica leggera        | 200 metri             |
| Bronzo   | Ryszard Katus | Atletica leggera        | Decathlon             |
| Bronzo   | Władysław Szuszkiewicz Rafal Maciej Piszcz | Canoa/kayak             | K2 1000 m             |
| Bronzo   | Andrzej Bek Benedykt Kocot | Ciclismo                | Tandem                |
| Bronzo   | Kazimierz Lipień | Lotta greco-romana      | Pesi piuma            |
| Bronzo   | Czesław Kwieciński | Lotta greco-romana      | Pesi massimi leggeri  |
| Bronzo   | Leszek Błażyński | Pugilato                | Pesi mosca            |
| Bronzo   | Janusz Gortat | Pugilato                | Pesi massimi leggeri  |
| Bronzo   | Zbigniew Kaczmarek | Sollevamento pesi       | Pesi leggeri          |

## Risultati

### Pallacanestro
| Atleta | Classifica |
| --- | ---------- |
| V · D · M Nazionale polacca - Pallacanestro ai Giochi della XX Olimpiade 4 Pasiorowski · 5 Korcz · 6 Dolczewski · 7 Niemiec · 8 Seweryn · 9 Kozak · 10 Kasprzak · 11 Cegliński · 12 Łopatka · 13 Białowąs · 14 Durejko · 15 Langosz · All. Witold Zagórski | 10°        |
| Nazionale polacca - Pallacanestro ai Giochi della XX Olimpiade |            |
| 4 Pasiorowski · 5 Korcz · 6 Dolczewski · 7 Niemiec · 8 Seweryn · 9 Kozak · 10 Kasprzak · 11 Cegliński · 12 Łopatka · 13 Białowąs · 14 Durejko · 15 Langosz · All. Witold Zagórski                                                                          |            |